# NGC 6236
NGC 6236 (другие обозначения — UGC 10546, MCG 12-16-8, ZWG 339.19, KAZ 88, IRAS16450+7052, PGC 58891) — спиральная галактика с перемычкой (SBc) в созвездии Дракон.
Этот объект входит в число перечисленных в оригинальной редакции «Нового общего каталога».